# Parikkala
Parikkala är en kommun i landskapet Södra Karelen i Finland. Parikkala har 4 567 invånare och har en yta på 760,72 km².
Parikkala är enspråkigt finskt.
I Parikkala ligger Parikkala skulpturpark med verk av Veijo Rönkkönen.
År 2005 slogs Parikkala samman med Saari och Uukuniemi förutvarande kommuner.

### Noter

Gamla kommunvapnet

## Politik

### Mandatfördelning i Parikkala kommun, valen 1976–2021
|  | 5 | 15 | 2 | 4 |

| 5 | 14 | 3 | 5 |

| 5 | 15 | 2 | 5 |

| 5 | 15 | 2 | 5 |

| 5 | 15 | 3 | 4 |

| 6 | 15 | 3 | 3 |

| 5 | 15 | 4 | 3 |

| 5 | 3 | 21 | 3 | 3 |

| 25 | 10 |

| 3 | 4 | 14 |  | 5 |

| 20 | 7 |

| 3 |  | 4 |  | 13 | 2 | 3 |

| 20 | 7 |

| 3 |  |  | 12 | 4 | 2 | 4 |

| 17 | 10 |

| 2 |  | 8 | 2 | 10 |  | 3 |

| 18 | 9 |

## Befolkningsutveckling
| Befolkningsutvecklingen i Parikkala kommun 1975–2020                                                         | Befolkningsutvecklingen i Parikkala kommun 1975–2020 | Befolkningsutvecklingen i Parikkala kommun 1975–2020 | Befolkningsutvecklingen i Parikkala kommun 1975–2020 | Befolkningsutvecklingen i Parikkala kommun 1975–2020 |
| --- | ---------------------------------------------------- | ---------------------------------------------------- | ---------------------------------------------------- | ---------------------------------------------------- |
| |                                                      |                                                      |                                                      |                                                      |
| År |                                                      |                                                      | Folkmängd                                            |                                                      |
| 1975 | 1975                                                 |                                                      | 9 575                                                |                                                      |
| 1980 | 1980                                                 |                                                      | 8 809                                                |                                                      |
| 1985 | 1985                                                 |                                                      | 8 309                                                |                                                      |
| 1990 | 1990                                                 |                                                      | 7 893                                                |                                                      |
| 1995 | 1995                                                 |                                                      | 7 250                                                |                                                      |
| 2000 | 2000                                                 |                                                      | 6 653                                                |                                                      |
| 2005 | 2005                                                 |                                                      | 6 227                                                |                                                      |
| 2010 | 2010                                                 |                                                      | 5 787                                                |                                                      |
| 2015 | 2015                                                 |                                                      | 5 235                                                |                                                      |
| 2020 | 2020                                                 |                                                      | 4 655                                                |                                                      |
| Anm: Uppgifterna avser förhållandena den 31 december nämnda år enligt områdesindelningen den 1 januari 2022. |                                                      |                                                      |                                                      |                                                      |